# Stazione di Higashi-Yamanashi
La stazione di Higashi-Yamanashi (東山梨駅?, Higashi-Yamanashi-eki) è una fermata ferroviaria della città di Yamanashi, nella prefettura di Yamanashi, e serve la linea linea principale Chūō della JR East. Dista 121,1 km dal capolinea di Tokyo.

## Linee
East Japan Railway Company
■ Linea principale Chūō

## Struttura
La fermata è dotata di due marciapiedi laterali con due binari passanti superficie. Sono presenti due piccoli fabbricati viaggiatori, uno per binario, con sensore per lettura della bigliettazione elettronica SUICA.
| Sud  | ■ Linea principale Chūō | per Kōfu, Kami-Suwa e Matsumoto        |
| Nord | ■ Linea principale Chūō | per Ōtsuki, Hachiōji, Shinjuku e Tokyo |

## Stazioni adiacenti
| «                     | Servizio              | »                     |
| Linea principale Chūō | Linea principale Chūō | Linea principale Chūō |
| --------------------- | --------------------- | --------------------- |
| Enzan                 | -                     | Yamanashishi          |